# Le Chenois
Pour les articles homonymes, voir Chenois.
Le Chenois est un hameau belge de l'ancienne commune de Grand-Rosière-Hottomont, situé dans la commune de Ramillies en Brabant wallon.